# Az Eurovíziós Dalfesztivál vendégprodukciói
Ez az oldal az Eurovíziós Dalfesztivál vendégprodukcióit (angolul: opening act és interval act) tartalmazza.
Az évente megrendezésre kerülő, összeurópai zenei megmérettetés – az egyes fesztiválok versenydalainak bemutatásán kívül – alapvetően kétféle típusú extra produkciót tartalmazhat. A műsor elején valamilyen különleges, felvezető-megnyitó előadást, prezentációt láthatunk a házigazda országhoz vagy éppen az Eurovíziós Dalfesztivál aktuális témájához kapcsolódóan, a verseny egyes fordulóiban pedig az úgynevezett vendégprodukcióra a dalok elhangzását követően, a szavazás idejére, illetve annak lezárását követően kerül sor, egyfajta szünetként. A versenyt közvetítő televíziócsatornák ezek alatt a produkciók alatt illeszthetnek reklámszüneteket műsorstruktúrájukba.

## Vendégprodukciók

### 1980-1989
| Év   | Forduló | Műsorrész       | Előadó                                                                             | Produkció                                            | Megjegyzés                                          |
| ---- | ------- | --------------- | ---------------------------------------------------------------------------------- | ---------------------------------------------------- | --------------------------------------------------- |
| 1980 | Döntő   | Vendégprodukció | The Dutch Rhythm Steel and Show Band                                               | San Fernando                                         | zenés táncprodukció                                 |
| 1981 | Döntő   | Vendégprodukció | Planxty (zeneszerző: Bill Whelan, Donal Lunny; közreműködött a Dublin City Ballet) | Timedance                                            | zenés táncprodukció                                 |
| 1982 | Döntő   | Vendégprodukció | -                                                                                  | -                                                    | rövidfilm Yorkshire-ről és a Haward Kastélyról      |
| 1983 | Döntő   | Vendégprodukció | Marlene Charell                                                                    | Song Contest Ballet                                  |                                                     |
| 1984 | Döntő   | Megnyitó        | Az RTL zenei együttese; vezényel: Pierre Cao                                       | N/A                                                  | zenei egyveleg a korábbi Eurovízió-győztes dalokból |
| 1984 | Döntő   | Vendégprodukció | N/A                                                                                | Prague Theatre of Animated Drawings                  |                                                     |
| 1985 | Döntő   | Megnyitó        | Lill Lindfors                                                                      | My Joy is Building Bricks of Music                   |                                                     |
| 1985 | Döntő   | Vendégprodukció | Guitars Unlimited (Peter Almqvist és Ulf Wakenius)                                 | Swedish Evergreens                                   |                                                     |
| 1986 | Döntő   | Megnyitó        | Åse Kleveland                                                                      | Welcome to Music                                     |                                                     |
| 1986 | Döntő   | Vendégprodukció | Sissel Kyrkjebø és Steinar Ofsdal                                                  | Bergensiana                                          | videóklip + élő produkció                           |
| 1987 | Döntő   | Megnyitó        | Viktor Lazlo                                                                       | Breathless                                           |                                                     |
| 1987 | Döntő   | Vendégprodukció | Mark Grauwels                                                                      | Örömóda                                              | videóklip-részletek + élő zenei- és táncprodukció   |
| 1988 | Döntő   | Megnyitó        | Johnny Logan                                                                       | Hold Me Now                                          |                                                     |
| 1988 | Döntő   | Vendégprodukció | Hothouse Flowers                                                                   | Don't Go                                             |                                                     |
| 1989 | Döntő   | Megnyitó        | Céline Dion                                                                        | Ne partez pas sans moi, Where Does My Heart Beat Now |                                                     |
| 1989 | Döntő   | Vendégprodukció | Guy Tell                                                                           | N/A                                                  | cirkuszi produkció                                  |

### 1990-1999
| Év   | Forduló                                | Műsorrész       | Előadó | Produkció                                                                        | Megjegyzés                                                                                |
| ---- | -------------------------------------- | --------------- | --- | -------------------------------------------------------------------------------- | ----------------------------------------------------------------------------------------- |
| 1990 | Döntő                                  | Megnyitó        | - | Zagreb: City of Music                                                            | rövidfilm                                                                                 |
| 1990 | Döntő                                  | Vendégprodukció | - | Yugoslav Changes                                                                 | rövidfilm az Jugoszlávia turizmusáról                                                     |
| 1991 | Döntő                                  | Megnyitó        | Sara Carlson | Celebration                                                                      | videóklip az Ókori Róma romjai között                                                     |
| 1991 | Döntő                                  | Megnyitó        | Toto Cutugno | Insieme: 1992                                                                    |                                                                                           |
| 1991 | Döntő                                  | Megnyitó        | Gigliola Cinquetti és Toto Cutugno | Non ho l’età                                                                     | az első és a második olasz Eurovízió-győztes közös produkciója                            |
| 1991 | Döntő                                  | Vendégprodukció | Arturo Brachetti | N/A                                                                              | átváltozó-művész-produkció                                                                |
| 1992 | Döntő                                  | Megnyitó        | Carola | All the Reasons to Live                                                          |                                                                                           |
| 1992 | Döntő                                  | Vendégprodukció | N/A | A Century of Dance                                                               | videóklip-részletek + élő táncprodukció                                                   |
| 1993 | Kvalifikacija za Millstreet (elődöntő) | Vendégprodukció | Fazla | Kiša ruši grad                                                                   | az előadók saját repertoárjukból mutattak be egy-egy korábbi dalt, a versengő dalon kívül |
| 1993 | Kvalifikacija za Millstreet (elődöntő) | Vendégprodukció | Put | Mom zavičaju                                                                     | az előadók saját repertoárjukból mutattak be egy-egy korábbi dalt, a versengő dalon kívül |
| 1993 | Kvalifikacija za Millstreet (elődöntő) | Vendégprodukció | Janika Sillamaa | I Live For Your Love                                                             | az előadók saját repertoárjukból mutattak be egy-egy korábbi dalt, a versengő dalon kívül |
| 1993 | Kvalifikacija za Millstreet (elődöntő) | Vendégprodukció | Szulák Andrea | Szalad a külváros (angolul: Don't Wanna Stop My Clock)                           | az előadók saját repertoárjukból mutattak be egy-egy korábbi dalt, a versengő dalon kívül |
| 1993 | Kvalifikacija za Millstreet (elődöntő) | Vendégprodukció | Dida Drăgan | Blestem (The Curse)                                                              | az előadók saját repertoárjukból mutattak be egy-egy korábbi dalt, a versengő dalon kívül |
| 1993 | Kvalifikacija za Millstreet (elődöntő) | Vendégprodukció | 1X Band | Novo jutro                                                                       | az előadók saját repertoárjukból mutattak be egy-egy korábbi dalt, a versengő dalon kívül |
| 1993 | Kvalifikacija za Millstreet (elődöntő) | Vendégprodukció | Elán | Od Tatier k Dunaju                                                               | az előadók saját repertoárjukból mutattak be egy-egy korábbi dalt, a versengő dalon kívül |
| 1993 | Döntő                                  | Vendégprodukció | Linda Martin | Why Me?                                                                          |                                                                                           |
| 1993 | Döntő                                  | Vendégprodukció | Johnny Logan (közreműködik a Cork Music School kórusa)                                                                                                   | Voices                                                                           |                                                                                           |
| 1994 | Döntő                                  | Vendégprodukció | Michael Flatley, Jean Butler, az Anúna kórus közreműködésével (zeneszerző: Billy Whelan)                                                                 | Riverdance                                                                       | táncprodukció                                                                             |
| 1995 | Döntő                                  | Megnyitó        | - | Visszatekintő összeállítás az Eurovíziós Dalfesztivál 40. évfordulója alkalmából |                                                                                           |
| 1995 | Döntő                                  | Vendégprodukció | Brian Kennedy, a Clannad együttes, az RTÉ Concert Orchestra és a Glenstal apátság szerzetesei (zeneszerző: Mícheál Ó Súilleabháin)                       | Lumen                                                                            | latin nyelvű produkció                                                                    |
| 1996 | Döntő                                  | Megnyitó        | Morten Harket | Heaven's Not For Saints                                                          |                                                                                           |
| 1996 | Döntő                                  | Vendégprodukció | Nils Gaup, Runar Borge feat. Aamil Paus | Beacon Burning                                                                   | videóklip-részletek + élő produkció                                                       |
| 1997 | Döntő                                  | Vendégprodukció | Ronan Keating, Boyzone | Let The Message Run Free                                                         |                                                                                           |
| 1998 | Döntő                                  | Megnyitó        | - | Birmingham – Régi és új                                                          | videóösszeállítás                                                                         |
| 1998 | Döntő                                  | Vendégprodukció | The Grimethorpe Colliery Band közreműködésével Lesley Garrett, Vanessa-Mae, Ulrika Jonsson és Terry Wogan (az est házigazdái) (zeneszerző: Gustav Holst) | Jupiter, The Bringer of Joviality                                                | zenei produkció                                                                           |
| 1999 | Döntő                                  | Vendégprodukció | Dana International | Freedom Calls (táncprodukció) / Free                                             | rögzített, külső helyszínen előadott, multikulturális táncprodukciót követően             |
| 1999 | Döntő                                  | Záródal         | Az 1999-es Eurovíziós Dalfesztivál 23 előadója | Hallelujah (angol nyelvű változat)                                               | a Balkán-háború áldozatainak emlékére                                                     |

### 2000-2009
| Év   | Forduló          | Műsorrész       | Előadó | Produkció | Megjegyzés                                                                                   |
| ---- | ---------------- | --------------- | --- | --- | -------------------------------------------------------------------------------------------- |
| 2000 | Döntő            | Vendégprodukció | rendező, zeneszerző: Johan Söderberg, producer: John Nordling                                                                       | Once Upon a Time Europe Was Covered With Ice | rövidfilm                                                                                    |
| 2000 | Döntő            | Vendégprodukció | Caroline Lundgren (hegedű), Strängnäs Trumkorps (dob) stockholmi utcazenészek és a Bounce Street Dance Company közreműködésével     | Street musicians (?) |                                                                                              |
| 2001 | Döntő            | Megnyitó        | Olsen Brothers | Fly on the Wings of Love, Walk Right Back |                                                                                              |
| 2001 | Döntő            | Vendégprodukció | Az Aqua és a Safri Duo közös egyvelege                                                                                              | Around the World, Barbie Girl, Turn Back Time, Roses are Red, Lollipop (Candyman), Doctor Jones (Aqua) / Played-A-Live (The Bongo Song – Safri Duo) / Cartoon Heroes (Aqua) |                                                                                              |
| 2002 | Döntő            | Megnyitó        | Tanel Padar és Dave Benton | Everybody |                                                                                              |
| 2002 | Döntő            | Vendégprodukció | Annely Peebo és Marko Matvere | A Little Story In The Music | videóklip-részletek + élő produkció                                                          |
| 2002 | Döntő            | Vendégprodukció | Vanemuine Színház, a Nemzeti Opera és az Észt Tánc Ügynökség (rendező, koreográfus: Teet Kask)                                      | N/A | táncprodukció                                                                                |
| 2003 | Döntő            | Vendégprodukció | Iļģi, Brainstorm, Marie N (a műsor egyik házigazdája) és Raimonds Pauls                                                             | N/A | Rövidfilm (rendező: Anna Viduleja) a felsorolt előadók produkcióival                         |
| 2004 | Elődöntő         | Megnyitó        | N/A | N/A |                                                                                              |
| 2004 | Elődöntő         | Vendégprodukció | ABBA | The Last Video | Az "egyveleg-videóklip" a népszerű együttes 1974-es Eurovíziós győzelmének emlékére készült. |
| 2004 | Döntő            | Megnyitó        | Sertab Erener | Sertab Erener-show (Everyway That I Can, Leave) |                                                                                              |
| 2004 | Döntő            | Vendégprodukció | Anadolu Ateşi török tánccsoport | N/A |                                                                                              |
| 2005 | Elődöntő         | Megnyitó        | Ukrán Fegyveres Erők színtársulata, A-6 Balett, Diezel DJ Power                                                                     | Freak Show |                                                                                              |
| 2005 | Elődöntő         | Vendégprodukció | Irina Mazur Balett-társulat | Life |                                                                                              |
| 2005 | Döntő            | Megnyitó        | Ruslana | Wild Dances és Heart On Fire egyveleg |                                                                                              |
| 2005 | Döntő            | Vendégprodukció | Ruslana, Anatoliy Zalevskiy és az ARS NOVA kijevi ütőshangszeres együttes                                                           | The Same Star |                                                                                              |
| 2006 | Elődöntő         | Megnyitó        | Görög istenek és istennők | Eurovízió-egyveleg |                                                                                              |
| 2006 | Elődöntő         | Megnyitó        | Sakis Rouvas, Maria Menounos | Love Shine a Light |                                                                                              |
| 2006 | Elődöntő         | Vendégprodukció | Sakis Rouvas | I'm In Love With You |                                                                                              |
| 2006 | Elődöntő         | Vendégprodukció | zeneszerző: Dimitris Papadimitriou                                                                                                  | N/A | görög zenei és tánc-darabok                                                                  |
| 2006 | Döntő            | Megnyitó        | Foteini Darra (görög táncosok közreműködésével)                                                                                     | The Mermaid Song |                                                                                              |
| 2006 | Döntő            | Megnyitó        | Elena Paparizou | My Number One |                                                                                              |
| 2006 | Döntő            | Vendégprodukció | Elena Paparizou | Mambo! |                                                                                              |
| 2006 | Döntő            | Vendégprodukció | zeneszerző: Dimitris Papadimitriou; koreográfus: Fokas Evangelinos                                                                  | 4000 Years of Greek Song |                                                                                              |
| 2007 | Elődöntő         | Megnyitó        | zeneszerző: Johanna Juhola | N/A | tánckoreográfia                                                                              |
| 2007 | Elődöntő         | Vendégprodukció | Tsuumi Táncszínház (rendező: Tiina Puumalainen, zeneszerző: Hannu Kella)                                                            | N/A | az előadás Finnország epikus művén, a Kalevala-n alapul, és az ország történetét mutatja be  |
| 2007 | Döntő            | Megnyitó        | Lordi | Hard Rock Hallelujah | klip + élő produkció                                                                         |
| 2007 | Döntő            | Vendégprodukció | Apocalyptica | Worlds Collide (egyveleg), Faraway, Life Burns! (instrumental változat) |                                                                                              |
| 2008 | Első elődöntő    | Megnyitó        | N/A | Video killed a radio star |                                                                                              |
| 2008 | Első elődöntő    | Vendégprodukció | Slobodan Trkulja, Metropole Orkest, és a Balkanopolis zenekar                                                                       | N/A |                                                                                              |
| 2008 | Második elődöntő | Megnyitó        | Ceremóniamesterként közreműködött Aleksandar Josipović                                                                              | Serbia for beginners |                                                                                              |
| 2008 | Második elődöntő | Vendégprodukció | Belgrádi Nemzeti Színház társulata                                                                                                  | N/A | Lys Assia nyitotta meg a szavazást ezt megelőzően                                            |
| 2008 | Döntő            | Megnyitó        | Marija Šerifović | Molitva (Magnetic Club Mix Serbian Version – rövidített változat), Tell Me Why                                                                                              |                                                                                              |
| 2008 | Döntő            | Vendégprodukció | Goran Bregović, Vlade Divac | N/A |                                                                                              |
| 2009 | Első elődöntő    | Megnyitó        | The Tolmachevy Sisters | A tűzmadár története |                                                                                              |
| 2009 | Első elődöntő    | Vendégprodukció | T.A.T.u és Alekszandrov-kórus | Not Gonna Get Us |                                                                                              |
| 2009 | Második elődöntő | Megnyitó        | Terem Quartett (közreműködik a Kostroma orosz nemzeti balett, az Orosz Légierő Együttese, valamint az Art Dogs showbalett-társulat) | Eurovision Winners Songs Mix |                                                                                              |
| 2009 | Második elődöntő | Vendégprodukció | Igor Moiszejev táncegyüttes | Néptáncok különböző országokból |                                                                                              |
| 2009 | Döntő            | Megnyitó        | Cirque du Soleil | Enfant Pordigue (Prodigal Son) |                                                                                              |
| 2009 | Döntő            | Megnyitó        | Dima Bilan | Believe |                                                                                              |
| 2009 | Döntő            | Vendégprodukció | Fuerza Bruta | | posztmodern előadás                                                                          |

### 2010-2019
| Év   | Forduló          | Műsorrész       | Előadó | Produkció                                                                             | Megjegyzés                                                                 |
| ---- | ---------------- | --------------- | --- | ------------------------------------------------------------------------------------- | -------------------------------------------------------------------------- |
| 2010 | Első elődöntő    | Vendégprodukció | N/A | Human Sounds                                                                          | videó és színpadi produkció                                                |
| 2010 | Második elődöntő | Vendégprodukció | N/A | N/A                                                                                   | breakdance-produkció                                                       |
| 2010 | Döntő            | Megnyitó        | Alexander Rybak | Fairytale                                                                             |                                                                            |
| 2010 | Döntő            | Vendégprodukció | Madcon | Glow                                                                                  | Élő + előrögzített, nemzetközi flashmob-produkció                          |
| 2011 | Első elődöntő    | Vendégprodukció | Cold Steel Drummers |                                                                                       |                                                                            |
| 2011 | Második elődöntő | Vendégprodukció | Flying Steps | Flying Bach                                                                           |                                                                            |
| 2011 | Döntő            | Megnyitó        | Stefan Raab és Lena Meyer-Landrut | Satellite                                                                             |                                                                            |
| 2011 | Döntő            | Vendégprodukció | Gary Go | Wonderful                                                                             | Feel Your Heartbeat – összeállítás a verseny indulóinak képeslap-videóiból |
| 2011 | Döntő            | Vendégprodukció | Jan Delay | Oh Jonny és Klar                                                                      |                                                                            |
| 2012 | Első elődöntő    | Vendégprodukció | Natig Rhythm Group | N/A                                                                                   |                                                                            |
| 2012 | Második elődöntő | Vendégprodukció | Marija Šerifović, Dima Bilan, Alexander Rybak, Ell és Nikki                                                                                                   | zenei egyveleg tradicionális azerbajdzsáni hangszereken                               |                                                                            |
| 2012 | Döntő            | Megnyitó        | Alim Qasimov és Ell és Nikki | Mugham hangszeres bevezető a Running Scared című számot megelőzően                    |                                                                            |
| 2012 | Döntő            | Vendégprodukció | Emin | Never Enough                                                                          |                                                                            |
| 2013 | Első elődöntő    | Megnyitó        | Loreen (közreműködik a svéd Manillaskolan Adolf Fredriks Musikklasser kórusa)                                                                                 | Euphoria 2013 (akusztikus változat)                                                   | Loreen győztes dalának jelnyelven is bemutatott változata                  |
| 2013 | Első elődöntő    | Vendégprodukció | Koreográfus: Jennie Widegren és Fredrik Rydman (zeneszerző: Kleerup)                                                                                          | Northern Lights                                                                       |                                                                            |
| 2013 | Második elődöntő | Megnyitó        | Koreográfus: Jennie Widegren és Fredrik Rydman | Urban Orchestra                                                                       |                                                                            |
| 2013 | Második elődöntő | Vendégprodukció | Darin és Agnes Carlsson | Swedish Pop Voices (Darin: Nobody Knows, So Yours és Agnes: One Last Time Release Me) | zenei egyveleg a két énekes előadásában                                    |
| 2013 | Döntő            | Megnyitó        | Björn Ulvaeus, Benny Andersson és Avicii vegyes kórus közreműködésével                                                                                        | We Write The Story                                                                    |                                                                            |
| 2013 | Döntő            | Vendégprodukció | Loreen | We Got The Power, My Heart Is Refusing Me, Euphoria                                   | zenei egyveleg                                                             |
| 2013 | Döntő            | Vendégprodukció | Petra Mede (dalszöveg: Matheson Bayley, Edward af Sillén és Daniel Réhn, zeneszerző: Jan Lundkvist)                                                           | Swedish Smörgåsbord                                                                   |                                                                            |
| 2013 | Döntő            | Vendégprodukció | Sarah Dawn Finer | The Winner Takes It All                                                               |                                                                            |
| 2014 | Első elődöntő    | Megnyitó        | Emmelie de Forest (közreműködik: Choir of Europe) | Only Teardrops                                                                        |                                                                            |
| 2014 | Első elődöntő    | Vendégprodukció | Mike Sheridan (zeneszerző: Bent Fabrić) | The Ugly Duckling                                                                     |                                                                            |
| 2014 | Második elődöntő | Megnyitó        | Jacob Gade (zeneszerző) | Tangó-performansz a zeneszerző Jalousie 'Tango Tzigane' műve alapján                  |                                                                            |
| 2014 | Második elődöntő | Vendégprodukció | Jessica Mauboy | Sea Of Flags                                                                          |                                                                            |
| 2014 | Döntő            | Vendégprodukció | Annika Aakjær, Bjørn Fjæstad, Martin Greis, Elen Lura Haakesen, Louise Hart, Claus Hempler, Boi Holm, Christian Hougaard, Jimmy Jørgensen és Mark Linn        | Momoland: Ode to Joy                                                                  |                                                                            |
| 2014 | Döntő            | Vendégprodukció | Lise Rønne, Nikolaj Koppel, Pilou Asbæk | 12 Point Song                                                                         | videoklip                                                                  |
| 2014 | Döntő            | Vendégprodukció | Emmelie de Forest (közreműködik a 26 döntős ország indulója)                                                                                                  | Only Teardrops, Rainmaker                                                             |                                                                            |
| 2014 | Döntő            | Vendégprodukció | N/A | Trip To The Future                                                                    | törölt produkció                                                           |
| 2015 | Első elődöntő    | Megnyitó        | Conchita Wurst (a Vienna Radio Symphony Orchestra közreműködésével, vezényel Pejtsik Péter)                                                                   | Rise Like a Phoenix                                                                   |                                                                            |
| 2015 | Döntő            | Megnyitó        | Mirjam Weichselbraun, Alice Tumler, Arabella Kiesbauer, Conchita Wurst, Left Boy (a Vienna Radio Symphony Orchestra közreműködésével, vezényel Pejtsik Péter) | Building Bridges                                                                      |                                                                            |
| 2015 | Döntő            | Vendégprodukció | Conchita | You Are Unstoppable, Firestorm                                                        |                                                                            |
| 2016 | Első elődöntő    | Megnyitó        | Måns Zelmerlöw, közreműködik: Billy Lou Axell és a House of Shapes 44 táncosa (koreográfia: Fredrik ”Benke” Rydman, Jennie Widegren)                          | Heroes                                                                                |                                                                            |
| 2016 | Első elődöntő    | Vendégprodukció | Koreográfus: Fredrik Rydman | A szürke emberek                                                                      |                                                                            |
| 2016 | Második elődöntő | Megnyitó        | Petra Mede és Måns Zelmerlöw | "That's Eurovision" (aka "Story of ESC" / "Story of Eurovision")                      |                                                                            |
| 2016 | Második elődöntő | Vendégprodukció | Koreográfus: Fredrik Rydman | Man vs. Machine                                                                       |                                                                            |
| 2016 | Döntő            | Vendégprodukció | Justin Timberlake | Rock Your Body, Can't Stop the Feeling!                                               |                                                                            |
| 2016 | Döntő            | Vendégprodukció | Petra Mede és Måns Zelmerlöw | Love Love Peace Peace                                                                 |                                                                            |
| 2016 | Döntő            | Vendégprodukció | Sarah Dawn Finer | Lynda Woodruff-szkeccs                                                                |                                                                            |
| 2016 | Döntő            | Vendégprodukció | Måns Zelmerlöw | Fire In The Rain, Heroes                                                              |                                                                            |
| 2017 | Első elődöntő    | Megnyitó        | Monatik | Spinning                                                                              |                                                                            |
| 2017 | Első elődöntő    | Vendégprodukció | Jamala | 1944, Zamanyly                                                                        |                                                                            |
| 2017 | Második elődöntő | Megnyitó        | Oleksandr Skichko és Volodymyr Ostapchuk | Eurovision Medley                                                                     |                                                                            |
| 2017 | Második elődöntő | Vendégprodukció | Apache CREW | N/A (The Children's Courtyard?)                                                       |                                                                            |
| 2017 | Döntő            | Vendégprodukció | Ruslana | It's Magical                                                                          |                                                                            |
| 2017 | Döntő            | Vendégprodukció | ONUKA és NAOFI (National Academic Orchestra of Folk Instruments of Ukraine)                                                                                   | Megamix (Around me, Other, Untitled, Vidlik)                                          |                                                                            |
| 2017 | Döntő            | Vendégprodukció | Jamala feat. Anna Kuksa, Naile Ibraimova és Kemi Oke | I Believe in U                                                                        |                                                                            |
| 2018 | Döntő            | Megnyitó        | Ana Moura | Loucura (Sou do Fado)                                                                 | Fado-produkció                                                             |
| 2018 | Döntő            | Megnyitó        | Mariza | Barco Negro                                                                           | Fado-produkció                                                             |
| 2018 | Döntő            | Vendégprodukció | Salvador Sobral & Júlio Resende | Mano a Mano                                                                           |                                                                            |
| 2018 | Döntő            | Vendégprodukció | Salvador Sobral, Caetano Veloso | Amar pelos dois                                                                       |                                                                            |
| 2019 | Első elődöntő    | Megnyitó        | Netta Barzilai | Toy (Extended Remix)                                                                  |                                                                            |
| 2019 | Első elődöntő    | Vendégprodukció | Dana International | Just The Way You Are                                                                  |                                                                            |
| 2019 | Első elődöntő    | Vendégprodukció | KUTIMAN | Eurovision History 1.                                                                 | multimédiás montázs az Eurovíziós Dalfesztiválok történetéből              |
| 2019 | Második elődöntő | Vendégprodukció | Shalva Band | A Million Dreams                                                                      |                                                                            |
| 2019 | Második elődöntő | Vendégprodukció | KUTIMAN | Eurovision History 2.                                                                 | multimédiás montázs az Eurovíziós Dalfesztiválok történetéből              |
| 2019 | Döntő            | Megnyitó        | Netta Barzilai, Dana International, Ilanit, Nadav Guedj | Toy, Diva, Ey sham, Golden Boy                                                        |                                                                            |
| 2019 | Döntő            | Vendégprodukció | A fellépés sorrendjében - Conchita Wurst - Måns Zelmerlöw - Eléni Furéira - Verka Serduchka                                                                   | Dalcsere - Heroes - Fuego - Dancing Lasha Tumbai - Toy                                |                                                                            |
| 2019 | Döntő            | Vendégprodukció | Gali Atari, valamint a Switch song előadói: Conchita Wurst, Måns Zelmerlöw, Eléni Furéira és Verka Serduchka                                                  | Hallelujah                                                                            |                                                                            |
| 2019 | Döntő            | Vendégprodukció | The Idan Raichel Project | Boee (Come With Me)                                                                   |                                                                            |
| 2019 | Döntő            | Vendégprodukció | Netta | Nana Banana                                                                           |                                                                            |
| 2019 | Döntő            | Vendégprodukció | Madonna | Like a Prayer, Future (Quavo közreműködésével)                                        |                                                                            |
| 2019 | Döntő            | Vendégprodukció | Gal Gadot | Tel-Aviv In Three Minutes                                                             | Videómontázs az izraeli üdülővárosról                                      |

### 2021–
| Év   | Forduló          | Műsorrész              | Előadó                                                                                          | Produkció                                                                              | Megjegyzés |
| ---- | ---------------- | ---------------------- | ----------------------------------------------------------------------------------------------- | -------------------------------------------------------------------------------------- | --- |
| 2021 | Első elődöntő    | Megnyitó               | Duncan Laurence                                                                                 | Feel Something                                                                         | |
| 2021 | Első elődöntő    | Vendégprodukció        | Thekla Reuten és Davina Michelle                                                                | The Power of Water (zene: Davina Michelle – Sweet Water)                               | |
| 2021 | Második elődöntő | Megnyitó               | Redo és Eefje de Visser                                                                         | (zene: Eefje de Visser – Golven)                                                       | |
| 2021 | Második elődöntő | Vendégprodukció        | Ahmad Joudeh és Dez Maarsen (közreműködik: ISH Dance Collective)                                | Close Encounters of a Special Kind                                                     | |
| 2021 | Döntő            | Megnyitó               | Pieter Gabriel                                                                                  | Venus (Remix)                                                                          | |
| 2021 | Döntő            | Vendégprodukció        | Afrojack ft. Wulf és Glennis Grace                                                              | Music Bind Us                                                                          | |
| 2021 | Döntő            | Vendégprodukció        | Rock the Roof (Måns Zelmerlöw, Teach-In, Sandra Kim, Lenny Kuhr, Helena Paparizou, Lordi)       | Heroes, Ding-A-Dong, J’aime la vie, De troubadour, My Number One, Hard Rock Hallelujah | Sikerdal-remixegyveleg Rotterdam tetőteraszairól az Eurovíziós Dalfesztivál 65. évfordulója alkalmából                                                        |
| 2021 | Döntő            | Vendégprodukció        | Duncan Laurence                                                                                 | Arcade & Stars                                                                         | Duncan Laurence-dalpremier |
| 2022 | Első elődöntő    | Megnyitó               | Sherol Dos Santos                                                                               | The Sound of Beauty                                                                    | Az olasz leleményességet és kreativitást bemutató produkció                                                                                                   |
| 2022 | Első elődöntő    | Vendégprodukció        | Dardust, Benny Benassi and Sophie and the Giants                                                | Horizon in Your Eyes, Satisfaction, Golden Nights                                      | Sikerdal-remixegyveleg |
| 2022 | Első elődöntő    | Vendégprodukció        | Alessandro Cattelan, Laura Pausini, Mika                                                        |                                                                                        | Tisztelgés Raffaella Carrà előtt a műsorvezetők előadásában                                                                                                   |
| 2022 | Első elődöntő    | Vendégprodukció        | Diodato                                                                                         | Fai rumore                                                                             | A 2020-as Eurovíziós Dalfesztiválra nevezett, de elmaradt olasz versenydal újrahangszerelt változatban                                                        |
| 2022 | Második elődöntő | Megnyitó               | Alessandro Cattelan                                                                             | The Italian Way                                                                        | Humoros óda az olasz kézmozdulatokhoz |
| 2022 | Második elődöntő | Vendégprodukció        | Il Volo                                                                                         | Grande amore                                                                           | |
| 2022 | Második elődöntő | Vendégprodukció        | Laura Pausini, Mika                                                                             | Fragile, People Have the Power                                                         | A két műsorvezető duettje a Sting- és Patti Smith-dalokból |
| 2022 | Döntő            | Megnyitó               | Rockin' 1000 zenekar                                                                            | Give Peace a Chance                                                                    | John Lennon-dalfeldolgozás |
| 2022 | Döntő            | Megnyitó               | Laura Pausini                                                                                   | Benvenuto, Io canto, La solitudine, Le cose che vivi & Scatola                         | Dalegyveleg |
| 2022 | Döntő            | Vendégprodukció        | Måneskin                                                                                        | Supermodel, If I Can Dream (a készülő Elvis Presley-filmből)                           | Dalpremierek és előzetesek |
| 2022 | Döntő            | Vendégprodukció        | Gigliola Cinquetti                                                                              | Non ho l’età                                                                           | |
| 2022 | Döntő            | Vendégprodukció        | Mika                                                                                            | Love Today, Grace Kelly, Yo Yo & Happy Ending                                          | Dalegyveleg |
| 2023 | Első elődöntő    | Megnyitó               | Julia Sanina és a The Hardkiss                                                                  | Mayak – Lighthouse                                                                     | |
| 2023 | Első elődöntő    | Vendégprodukció        | Alyosha és Rebecca Ferguson                                                                     | Welcome to Our House / Ordinary World                                                  | Duran Duran-dalfeldolgozás |
| 2023 | Első elődöntő    | Vendégprodukció        | Rita Ora                                                                                        | Praising You                                                                           | Dalegyveleg |
| 2023 | Második elődöntő | Vendégprodukció        | Luke Evans                                                                                      | Ode to the History of Eurovision                                                       | slam poetry előadás |
| 2023 | Második elődöntő | Vendégprodukció        | Mariya Yaremchuk, OTOY és Zlata Dziunka                                                         | Music Unites Generations                                                               | Dalegyveleg |
| 2023 | Második elődöntő | Vendégprodukció        | Mercedes Bends, Miss Demeanour és Tomara Thomas drag queenek, valamint a Podilya Dance Ensemble | Be Who You Wanna Be                                                                    | zenei egyveleg és táncos előadás |
| 2023 | Döntő            | Megnyitó               | Voices of a New Generation: Kalush Orchestra                                                    | Stefania, Changes                                                                      | Dalegyveleg |
| 2023 | Döntő            | Megnyitó               | The Flag Parade: Go A, Jamala, Tina Karol és Verka Serdhuchka                                   | Shum, 1944, Show Me Your Love, Dancing Lasha Tumbai                                    | Dalegyveleg a legnagyobb brit slágerekkel kiegészülve: Hey boy Hey Girl (The Chemical Brothers), Sweet Dreams (Are Made of This) (Eurythmics), S-Express-téma |
| 2023 | Döntő            | Vendégprodukció        | Sam Ryder és Roger Taylor                                                                       | Mountain                                                                               | Dalegyveleg |
| 2023 | Döntő            | The Liverpool Songbook | Mahmood                                                                                         | Imagine                                                                                | Dalegyveleg |
| 2023 | Döntő            | The Liverpool Songbook | Netta                                                                                           | You Spin Me Round (Like a Record)                                                      | Dalegyveleg |
| 2023 | Döntő            | The Liverpool Songbook | Daði Freyr                                                                                      | Whole Again                                                                            | Dalegyveleg |
| 2023 | Döntő            | The Liverpool Songbook | Cornelia Jakobs                                                                                 | I Turn To You                                                                          | Dalegyveleg |
| 2023 | Döntő            | The Liverpool Songbook | Sonia                                                                                           | Better The Devil You Know                                                              | Dalegyveleg |
| 2023 | Döntő            | The Liverpool Songbook | Duncan Laurence                                                                                 | You’ll Never Walk Alone                                                                | Dalegyveleg |
| 2024 | Első elődöntő    | Megnyitó               | Eleni Foureira                                                                                  | Fuego                                                                                  | Dalegyveleg |
| 2024 | Első elődöntő    | Megnyitó               | Eric Saade                                                                                      | Popular                                                                                | Dalegyveleg |
| 2024 | Első elődöntő    | Megnyitó               | Chanel                                                                                          | SloMo                                                                                  | Dalegyveleg |
| 2024 | Első elődöntő    | Vendégprodukció        | Johnny Logan                                                                                    | Euphoria                                                                               | Loreen-feldolgozás |
| 2024 | Első elődöntő    | Vendégprodukció        | Benjamin Ingrosso                                                                               | Look Who’s Laughing Now / Kite / Honey Boy                                             | Dalegyveleg |
| 2024 | Második elődöntő | Vendégprodukció        | Petra Mede, Charlotte Perrelli, Sarah Dawn Finer és Käärijä                                     | We Just Love Eurovision Too Much / Cha Cha Cha                                         | |
| 2024 | Második elődöntő | Vendégprodukció        | Charlotte Perrelli                                                                              | Take Me to Your Heaven                                                                 | Dalegyveleg |
| 2024 | Második elődöntő | Vendégprodukció        | Sertab Erener                                                                                   | Everyway That I Can                                                                    | Dalegyveleg |
| 2024 | Második elődöntő | Vendégprodukció        | Helena Paparizou                                                                                | My Number One                                                                          | Dalegyveleg |
| 2024 | Második elődöntő | Zárás                  | Herreys                                                                                         | Diggi-Loo Diggi-Ley                                                                    | |
| 2024 | Döntő            | Megnyitó               | Björn Skifs                                                                                     | Hooked on a Feeling                                                                    | |
| 2024 | Döntő            | Vendégprodukció        | Alcazar                                                                                         | Crying at the Discotheque                                                              | |
| 2024 | Döntő            | Vendégprodukció        | Charlotte Perrelli, Conchita és Carola                                                          | Waterloo                                                                               | ABBA-feldolgozás |
| 2024 | Döntő            | Vendégprodukció        | Loreen                                                                                          | Forever / Tattoo                                                                       | Dalegyveleg |
| 2025 | Első elődöntő    | Megnyitó               | 45 svájci művész                                                                                | Raw Nature                                                                             | Bemutatják a hagyományos Svájcot, a modern Svájcot és a különböző nemzedékek Svájcát                                                                          |
| 2025 | Első elődöntő    | Vendégprodukció        | Hazel Brugger, Sandra Studer és Petra Mede                                                      | Made in Switzerland                                                                    | |
| 2025 | Első elődöntő    | Vendégprodukció        | Iolanda                                                                                         | Ne partez pas sans moi                                                                 | Céline Dion-feldolgozás |
| 2025 | Első elődöntő    | Vendégprodukció        | Jerry Heil                                                                                      | Ne partez pas sans moi                                                                 | Céline Dion-feldolgozás |
| 2025 | Első elődöntő    | Vendégprodukció        | Marina Satti                                                                                    | Ne partez pas sans moi                                                                 | Céline Dion-feldolgozás |
| 2025 | Első elődöntő    | Vendégprodukció        | Silvester Belt                                                                                  | Ne partez pas sans moi                                                                 | Céline Dion-feldolgozás |
| 2025 | Első elődöntő    | Zárás                  | Jørgen Olsen                                                                                    | United by Music                                                                        | A Fly on the Wings of Love című dal átdolgozása |
| 2025 | Második elődöntő | Vendégprodukció        | Efendi                                                                                          | Cleopatra                                                                              | Dalegyveleg az elmaradt 2020-as Eurovíziós Dalfesztivál négy versenydalával                                                                                   |
| 2025 | Második elődöntő | Vendégprodukció        | The Roop                                                                                        | On Fire                                                                                | Dalegyveleg az elmaradt 2020-as Eurovíziós Dalfesztivál négy versenydalával                                                                                   |
| 2025 | Második elődöntő | Vendégprodukció        | Destiny                                                                                         | All of My Love                                                                         | Dalegyveleg az elmaradt 2020-as Eurovíziós Dalfesztivál négy versenydalával                                                                                   |
| 2025 | Második elődöntő | Vendégprodukció        | Gjon’s Tears                                                                                    | Répondez-moi                                                                           | Dalegyveleg az elmaradt 2020-as Eurovíziós Dalfesztivál négy versenydalával                                                                                   |
| 2025 | Második elődöntő | Zárás                  | Sandra Studer                                                                                   | Insieme: 1992                                                                          | |
| 2025 | Döntő            | Megnyitó               | Nemo                                                                                            | The Code                                                                               | |
| 2025 | Döntő            | Vendégprodukció        | Nemo                                                                                            | Unexplainable                                                                          | |
| 2025 | Döntő            | Vendégprodukció        | Peter Reber                                                                                     | Io senza te                                                                            | Egyveleg Svájc korábbi eurovíziós dalaiból |
| 2025 | Döntő            | Vendégprodukció        | Paola del Medico                                                                                | Cinéma                                                                                 | Egyveleg Svájc korábbi eurovíziós dalaiból |
| 2025 | Döntő            | Vendégprodukció        | Luca Hänni                                                                                      | She Got Me                                                                             | Egyveleg Svájc korábbi eurovíziós dalaiból |
| 2025 | Döntő            | Vendégprodukció        | Gjon’s Tears                                                                                    | Tout l’univers                                                                         | Egyveleg Svájc korábbi eurovíziós dalaiból |
| 2025 | Döntő            | Vendégprodukció        | Käärijä és Baby Lasagna                                                                         | Cha Cha Cha / Rim Tim Tagi Dim / #eurodab                                              | |

## Egyéb vendégprodukciók
| Év   | Műsor                                           | Műsorrész       | Előadó                                                                                                | Produkció | Megjegyzés |
| ---- | ----------------------------------------------- | --------------- | --- | --- | --- |
| 2005 | Gratulálunk: 50 éves az Eurovíziós Dalfesztivál | Megnyitó        | Katrina Leskanich                                                                                     | Love Shine a Light | az 1997-es verseny győztes dala hangzik el a verseny megnyitójaként, a műsor egyik házigazdájától                                  |
| 2005 | Gratulálunk: 50 éves az Eurovíziós Dalfesztivál | Vendégprodukció | Mieskuoro Huutajat                                                                                    | N/A | |
| 2005 | Gratulálunk: 50 éves az Eurovíziós Dalfesztivál | Vendégprodukció | zeneszerző: Billy Whelan                                                                              | Riverdance | táncprodukció |
| 2005 | Gratulálunk: 50 éves az Eurovíziós Dalfesztivál | Vendégprodukció | Dana International, Carola, Alsou, Fabrizio Faniello, Marie Myriam, Richard Herrey, Thomas Thordarson | Parlez-vous Francais (Baccara, 1978), Främling (1983), Solo (2000), Another Summer Night (2001), L’amour est bleu (Vicky Leandros, 1967), Let Me Be the One (The Shadows, 1975), Vi Maler Byen Rød (Birthe Kjær, 1989) | Eurovízió-egyveleg I. (a produkció előadói és a dalaik fellépési sorrendben)                                                       |
| 2005 | Gratulálunk: 50 éves az Eurovíziós Dalfesztivál | Vendégprodukció | Johnny Logan                                                                                          | When a Woman Loves a Man | |
| 2005 | Gratulálunk: 50 éves az Eurovíziós Dalfesztivál | Vendégprodukció | Gali Atari, Bobbysocks, Anne-Marie David, Lys Assia, Sandra Kim, Bucks Fizz                           | Hallelujah (1979), La det swinge (1985), Après toi (Vicky Leandros, 1972), Refrain (1956), Non ho l’età (Gigliola Cinquetti, 1964), Making Your Mind Up (1981)                                                         | Eurovízió-egyveleg II. |
| 2005 | Gratulálunk: 50 éves az Eurovíziós Dalfesztivál | Vendégprodukció | Nicole & Hugo                                                                                         | Baby, baby (1973) | |
| 2005 | Gratulálunk: 50 éves az Eurovíziós Dalfesztivál | Vendégprodukció | Ronan Keating                                                                                         | Life Is A Rollercoaster | |
| 2005 | Gratulálunk: 50 éves az Eurovíziós Dalfesztivál | Vendégprodukció | Eimear Quinn, Charlie McGettigan, Jakob Sveistrup, Linda Martin                                       | The Voice (1996), Rock ’n’ Roll Kids (korábban Paul Harringtonnal, 1994), Talking To You (2005), Why Me? (1992) | Eurovízió-egyveleg III. (mind a négy előadó háttér- és tartalékénekesként is szerepelt a műsor alatt)                              |
| 2005 | Gratulálunk: 50 éves az Eurovíziós Dalfesztivál | Vendégprodukció | Olsen Brothers                                                                                        | Walk Right Back | |
| 2015 | Az Eurovíziós Dalfesztivál legnagyobb slágerei  | Vendégprodukció | zeneszerző: Billy Whelan                                                                              | Riverdance | |
| 2015 | Az Eurovíziós Dalfesztivál legnagyobb slágerei  | Záróprodukció   | Anne-Marie David, Herreys, Bucks Fizz, Conchita Wurst és Dana International                           | Hallelujah (Gali Atar és Milk and Honey (1979), Nel blu dipinto di blu (Domenico Modugno, 1958), Making Your Mind Up (Bobbysocks, 1981), Waterloo (ABBA, 1974)                                                         | Eurovízió-egyveleg az est fellépő előadóinak (Loreen kivételével) közreműködésével, a fellépők és a dalok sorrendjében feltüntetve |